# Pappobolus lanatus
Pappobolus lanatus là một loài thực vật có hoa trong họ Cúc. Loài này được (Heiser) Panero mô tả khoa học đầu tiên năm 1992.